# Top Gun (datorspel)
Top Gun är namnet på flera datorspel baserat på filmen från 1986, spel utvecklades bland annat av Konami och lanserades i Sverige i november 1988. Ocean utvecklade en annan version av Top Gun som lanserades på fleratalet hemdator platformar.

## Handling
Spelaren kontrollerar filmens huvudkaraktär Maverick som i sin  F-14 Tomcat måste ta sig igenom fyra olika uppdrag. Efter att ha valt bestyckning för planet inleds spelet med ett första träningsuppdrag. Därefter följer tre uppdrag där spelaren måste förstöra ett hangarfartyg, en bas och slutligen en rymdfärja. Spelet har två olika slut. Det ena om spelaren klarar alla fyra uppdrag och landar säkert på hangarfartyget , det andra om spelaren misslyckas, men hinner samla minst 50000 poäng. Olika scener från filmen visas beroende på vilket av dessa som uppnås.

## Spelmekanik
Spelet ses från en förstapersonsvy inifrån planets cockpit och uppdragen består av två element, flygstrid mot fientliga följt av en avslutande sekvens där spelaren måste säkert landa planet på ett hangarfartyg. För stridssekvenserna har spelaren möjlighet att välja bestyckning bland tre olika typer av missiler. När planet ska landas visas instruktioner för hastighet och nosvinkel på instrumentpanelen och spelaren måste matcha givna värden för att landa planet säkert. 